# 탑 목록

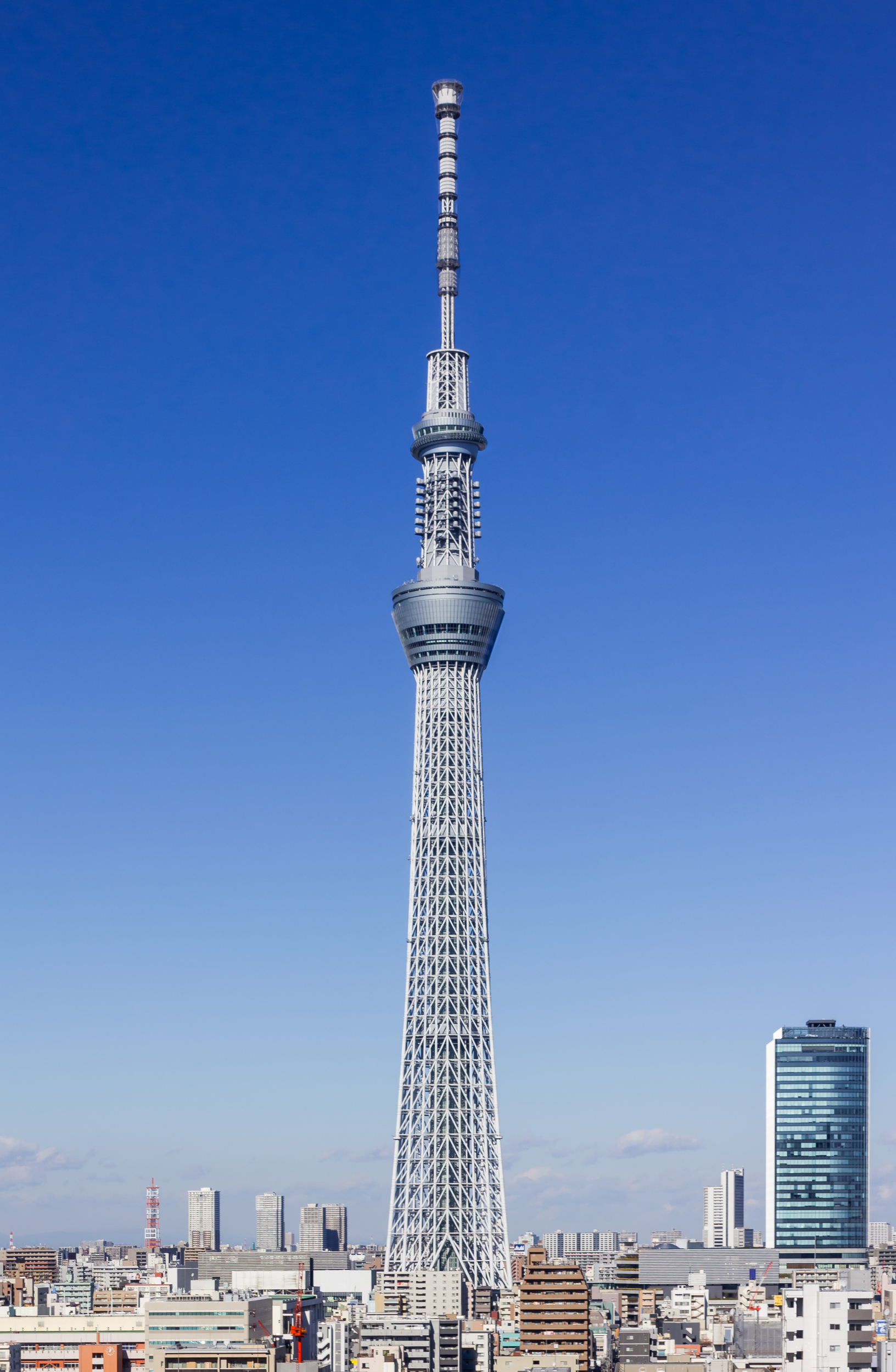
현재 세계에서 가장 높은 탑은 도쿄 스카이트리이다.

세계에서 가장 높은 탑.

이 글은 탑 목록이다. 세계초고층도시건축학회의 정의에 따르면, 마천루와 탑을 나누는 기준은 주거, 사무 등이 가능한 점유 공간의 높이가 전체 높이의 50% 이상을 차지하는지의 여부이다. 현재 세계에서 가장 높은 탑은 2008년 7월 14일에 착공해 2012년 2월 29일에 완공된 도쿄 스카이트리로, 지상 32층에 높이 634m의 높이를 가지고 있다. 현재 대한민국에서 가장 높은 탑은 서울에 있는 높이 236m의 N서울타워이지만, 인천 청라국제도시에 높이 448m의 타워 인피니티가 들어설 예정이다.

## 목록

### 250m보다 높은 탑
| 순위 | 탑                               | 높이                   | 완공 연도 | 국가             | 도시                 |
| ---- | -------------------------------- | ---------------------- | --------- | ---------------- | -------------------- |
| 1    | 도쿄 스카이트리                  | 634m (2,080 피트)      | 2012      | 일본             | 도쿄                 |
| 2    | 광저우 타워                      | 604m (1,982 피트)      | 2010      | 중국             | 광저우               |
| 3    | CN 타워                          | 553.33m (1,815.4 피트) | 1976      | 캐나다           | 토론토               |
| 4    | 오스탄키노 타워                  | 540.1m (1,772 피트)    | 1967      | 러시아           | 모스크바             |
| 5    | 동방명주탑                       | 468m (1,535 피트)      | 1994      | 중국             | 상하이               |
| 6    | 밀라드 타워                      | 435m (1,427 피트)      | 2008      | 이란             | 테헤란               |
| 7    | 쿠알라룸푸르 타워                | 421m (1,381 피트)      | 1994      | 말레이시아       | 쿠알라룸푸르         |
| 8    | 톈진 방송탑                      | 415.2m (1,362 피트)    | 1991      | 중국             | 톈진                 |
| 9    | 중앙 라디오 및 TV타워            | 405m (1,329 피트)      | 1992      | 중국             | 베이징               |
| 10   | 중위안 타워                      | 388m (1,273 피트)      | 2011      | 중국             | 정저우               |
| 11   | 키이우 TV타워                    | 385m (1,263 피트)      | 1973      | 우크라이나       | 키이우               |
| 12   | 타슈켄트 타워                    | 374.9m (1,230 피트)    | 1985      | 우즈베키스탄     | 타슈켄트             |
| 13   | 리버레이션 타워                  | 372m (1,220 피트)      | 1993      | 쿠웨이트         | 쿠웨이트 시티        |
| 14   | 알마티 타워                      | 371.5m (1,219 피트)    | 1983      | 카자흐스탄       | 알마티               |
| 15   | 쿠커 케니카 라디오TV타워         | 369m (1,211 피트)      | 2020      | 튀르키예         | 이스탄불             |
| 16   | 리가 라디오 및 TV타워            | 368.5m (1,209 피트)    | 1986      | 라트비아         | 리가                 |
| 17   | 베를린 텔레비전탑                | 368m (1,207 피트)      | 1969      | 독일             | 베를린               |
| 18   | 로터스 타워                      | 356m (1,168 피트)      | 2019      | 스리랑카         | 콜롬보               |
| 19   | 스트래토스피어 라스베이거스      | 350.2m (1,149 피트)    | 1996      | 미국             | 라스베이거스         |
| 20   | 웨스트 펄 타워                   | 339m (1,112 피트)      | 2004      | 중국             | 청두                 |
| 21   | 마카오 타워                      | 338m (1,109 피트)      | 2001      | 마카오           | 세 당구              |
| 22   | 유로파투름                       | 337.5m (1,107 피트)    | 1979      | 독일             | 프랑크푸르트         |
| 23   | 드래곤 타워                      | 336m (1,102 피트)      | 2000      | 중국             | 하얼빈               |
| 24   | 도쿄 타워                        | 332.6m (1,091 피트)    | 1958      | 일본             | 도쿄                 |
| 25   | 아르키바 타워                    | 330.4m (1,084 피트)    | 1971      | 영국             | 커클리즈             |
| 26   | 화이안 TV타워                    | 329.8m (1,082 피트)    | 2016      | 중국             | 화이안               |
| 27   | 스카이 타워                      | 328m (1,076 피트)      | 1997      | 뉴질랜드         | 오클랜드             |
| 28   | 빌뉴스 TV타워                    | 327m (1,073 피트)      | 1980      | 리투아니아       | 빌뉴스               |
| 29 = | 상트페테르부르크 TV타워          | 326m (1,070 피트)      | 1962      | 러시아           | 상트페테르부르크     |
| 29 = | 린이 라디오 TV타워               | 326m (1,070 피트)      | 2010      | 중국             | 린이                 |
| 31   | 에펠탑                           | 324m (1,063 피트)      | 1889      | 프랑스           | 파리                 |
| 32   | 라메스와람 TV타워                | 323m (1,060 피트)      | 1995      | 인도             | 라메스와람           |
| 33   | 장쑤성 난징 TV타워               | 318.5m (1,045 피트)    | 1996      | 중국             | 난징                 |
| 34   | 탈린 TV타워                      | 314m (1,030 피트)      | 1980      | 에스토니아       | 탈린                 |
| 35   | 예레반 TV타워                    | 311.7m (1,023 피트)    | 1977      | 아르메니아       | 예레반               |
| 36   | 구이산 TV타워                    | 311.4m (1,022 피트)    | 1986      | 중국             | 우한                 |
| 37   | 바쿠 TV타워                      | 310m (1,020 피트)      | 1996      | 아제르바이잔     | 바쿠                 |
| 38   | 시드니 타워                      | 309m (1,014 피트)      | 1981      | 오스트레일리아   | 시드니               |
| 39   | 랴오닝 방송 TV타워               | 305.5m (1,002 피트)    | 1989      | 중국             | 선양                 |
| 40   | 자이살메르 TV타워                | 300m (984 피트)        | 1993      | 인도             | 자이살메르           |
| 41   | 사마트라 TV타워                  | 300m (984 피트)        | 1999      | 인도             | 부즈                 |
| 42   | 신트피터르스레이우브 타워        | 300m (984 피트)        | 1996      | 벨기에           | 신트피터르스레이우브 |
| 43   | 주저우 텔레비전 타워             | 293m (961 피트)        | 1999      | 중국             | 주저우               |
| 44   | 펀메딜텀 뉘른베르크              | 292m (958 피트)        | 1977      | 독일             | 뉘른베르크           |
| 45   | 올림피아투름                     | 289.5m (950 피트)      | 1968      | 독일             | 뮌헨                 |
| 46   | 콜세롤라 타워                    | 288m (945 피트)        | 1992      | 스페인           | 바르셀로나           |
| 47   | 텔레맥스                         | 282.2m (926 피트)      | 1992      | 독일             | 하노버               |
| 48   | 스좌장 TV타워                    | 280m (920 피트)        | 1998      | 중국             | 스좌장               |
| 49   | 하인리히 헤르츠 타워             | 279.7m (918 피트)      | 1968      | 독일             | 함부르크             |
| 50   | 센트럴 플레인스 펄 TV타워        | 278m (912 피트)        | 1998      | 중국             | 뤄양                 |
| 51   | 조지아 트빌리시 TV 방송 타워     | 274.5m (901 피트)      | 1972      | 조지아           | 트빌리시             |
| 52   | 힐브로 타워                      | 269m (883 피트)        | 1971      | 남아프리카공화국 | 요하네스버그         |
| 53   | 카이펑 TV타워                    | 268m (879 피트)        | 1995      | 중국             | 카이펑               |
| 54   | 콜로니우스                       | 266m (873 피트)        | 1981      | 독일             | 쾰른                 |
| 55   | 노보로시스크 TV타워              | 261.5m (858 피트)      | 1996      | 러시아           | 노보로시스크         |
| 56   | 다칭 라디오 텔레비전 탑          | 260m (850 피트)        | 1989      | 중국             | 다칭                 |
| 57   | 베이징 올림픽 공원 전망대        | 258m (846 피트)        | 2014      | 중국             | 베이징               |
| 58   | 펀메디텀 쿠코클                  | 255m (837 피트)        | 1976      | 독일             | 코블렌츠             |
| 59   | 도나우투름                       | 252m (827 피트)        | 1964      | 오스트리아       | 비엔나               |
| 60   | 드레스덴 TV타워                  | 252m (827 피트)        | 1969      | 독일             | 드레스덴             |
| 61   | 스위트컴 센데텀 세인트크리스초나 | 250m (820 피트)        | 1984      | 스위스           | 세인트크리스초나     |
| 62   | 지다TV타워                       | 250m (820 피트)        | 2007      | 사우디아라비아   | 지다                 |

## 갤러리

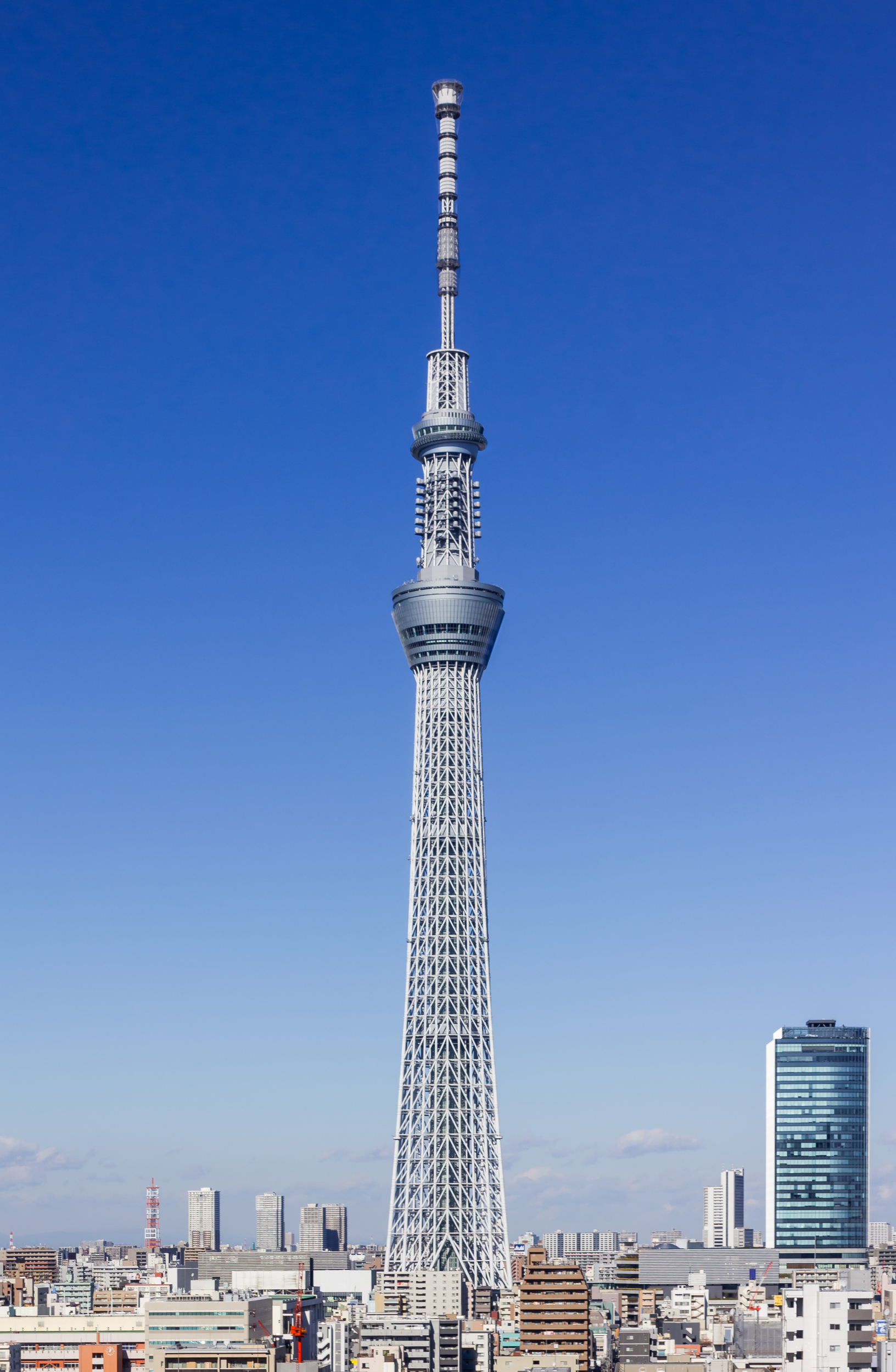
일본 도쿄에 있는 도쿄 스카이트리는 세계에서 가장 높은 탑이다.
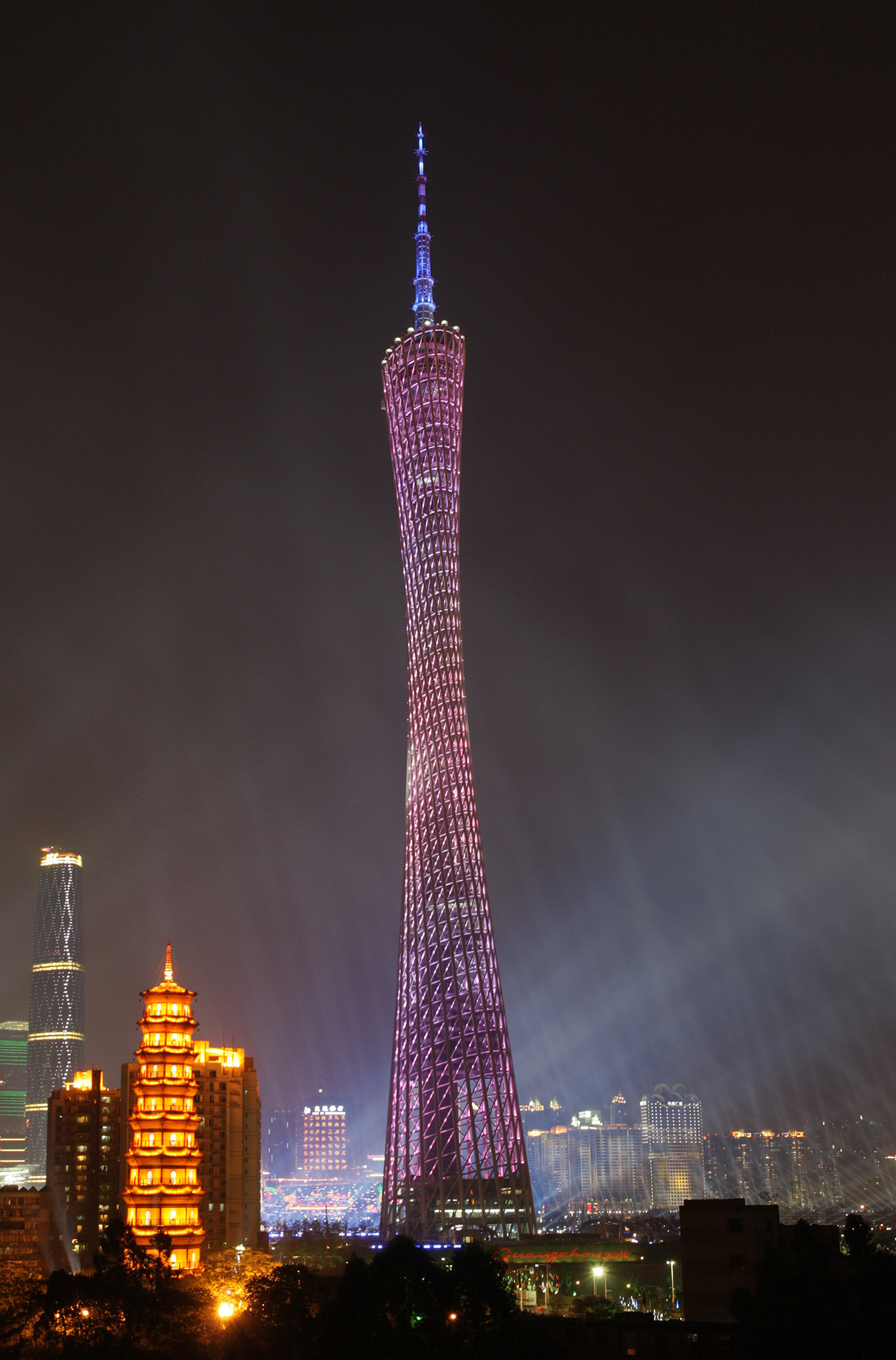
중화인민공화국 광저우에 있는 광저우 타워는 두 번째로 높은 탑이며 2010년부터 2012년까지 세계에서 가장 높은 탑이었다.
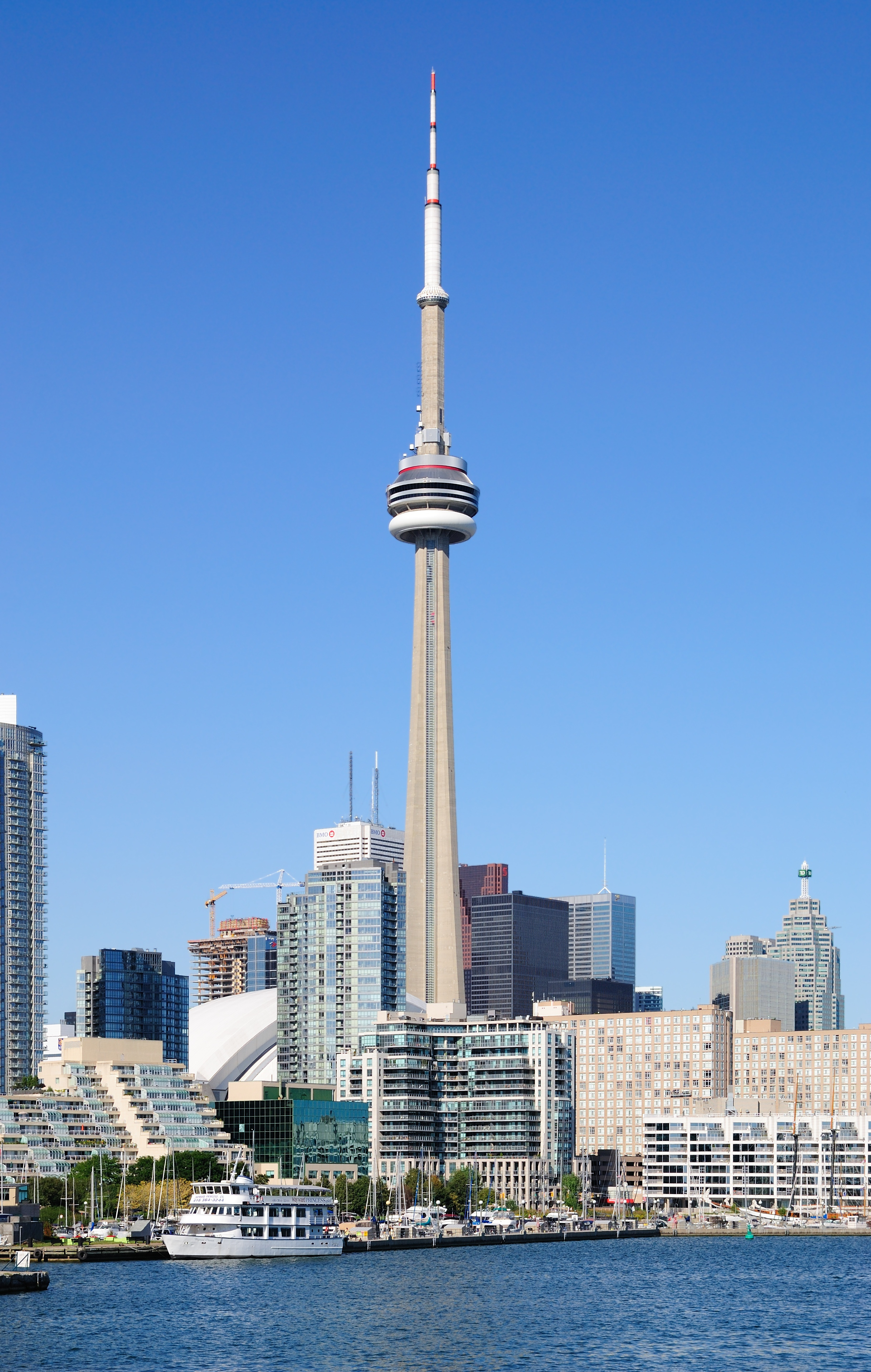
캐나다 토론토에 있는 CN 타워는 세 번째로 높은 탑이며 1976년부터 2010년까지 세계에서 가장 높은 탑이었다.
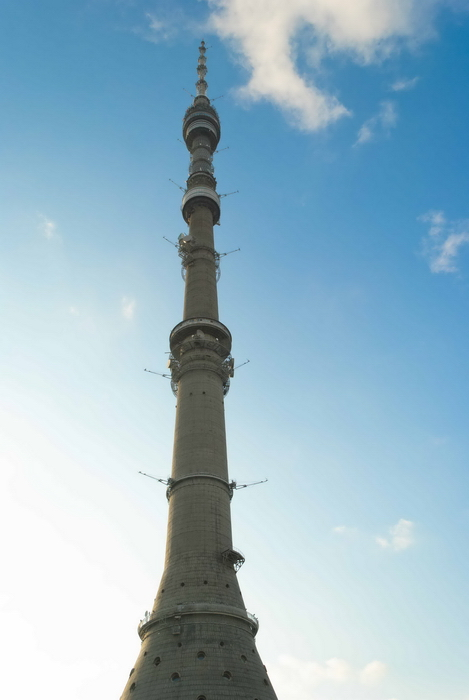
러시아 모스크바에 있는 오스탄키노 타워는 네 번째로 높은 탑이며 1967년부터 1976년까지 세계에서 가장 높은 탑이었다.
중화인민공화국 상하이에 있는 동방명주탑은 다섯 번째로 높은 탑이다.
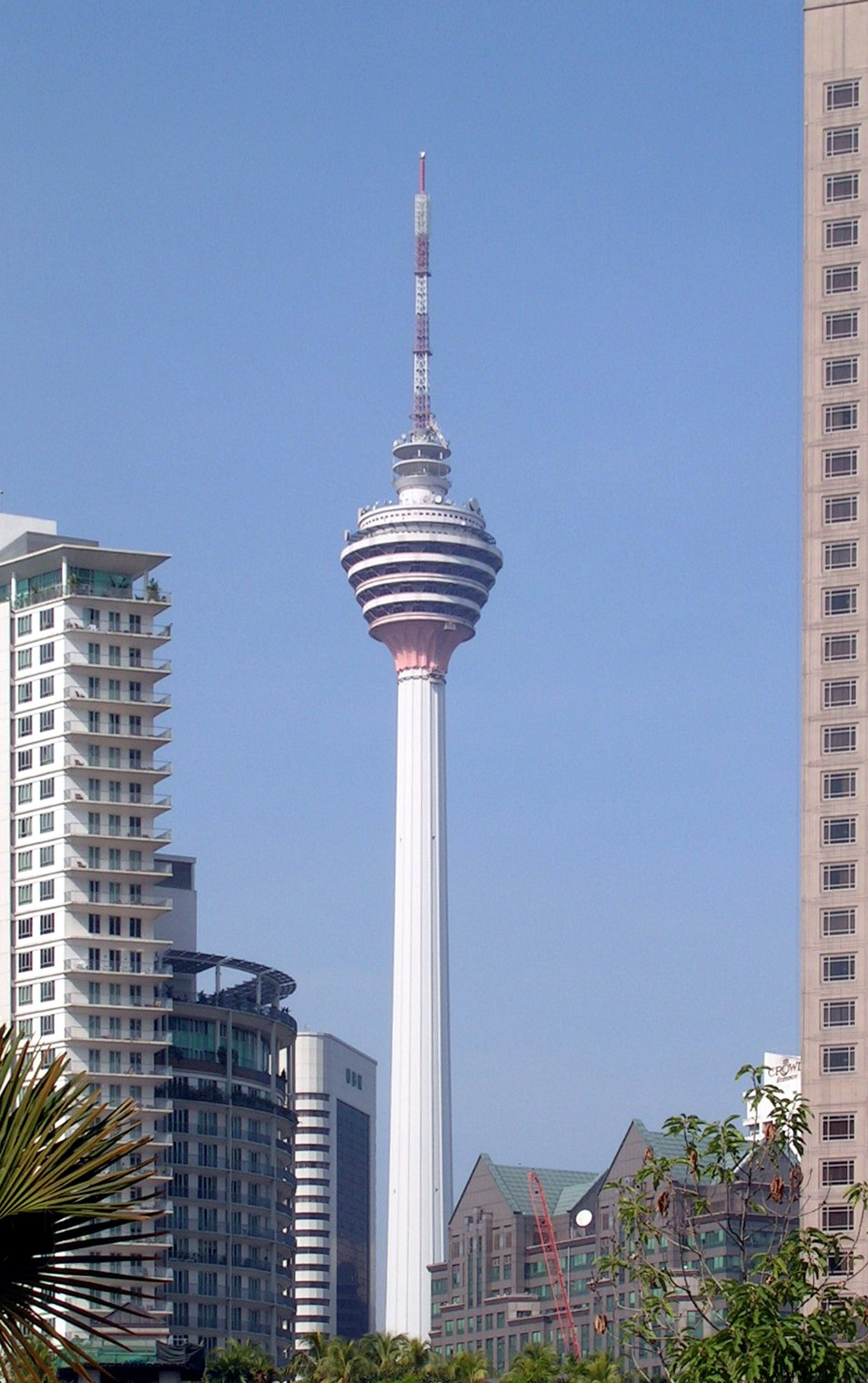
말레이시아 쿠알라룸푸르에 있는 쿠알라룸푸르 타워는 일곱 번째로 높은 탑이다.
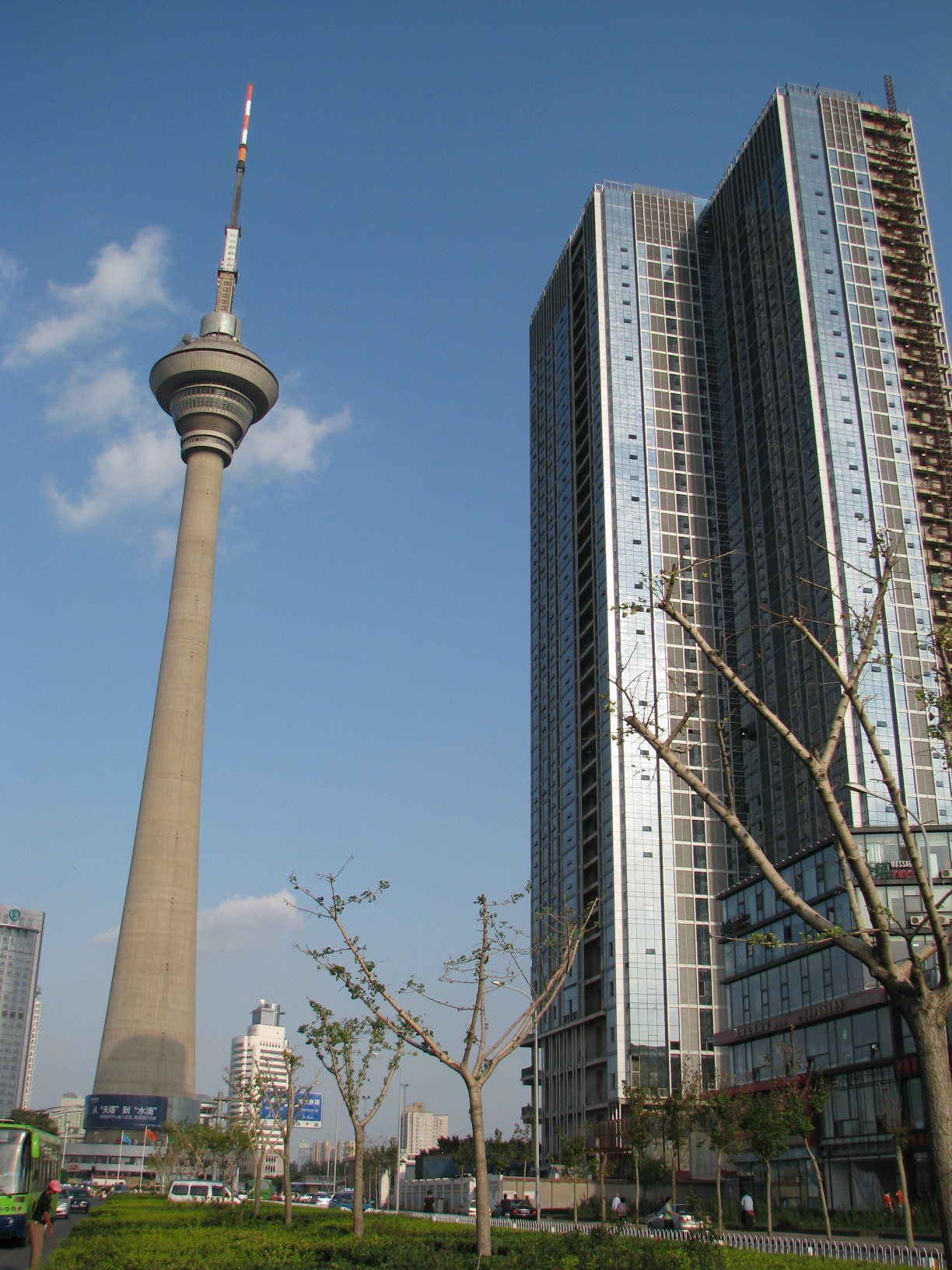
중화인민공화국 톈진에 있는 톈진 방송탑은 여덟 번째로 높은 탑이다.
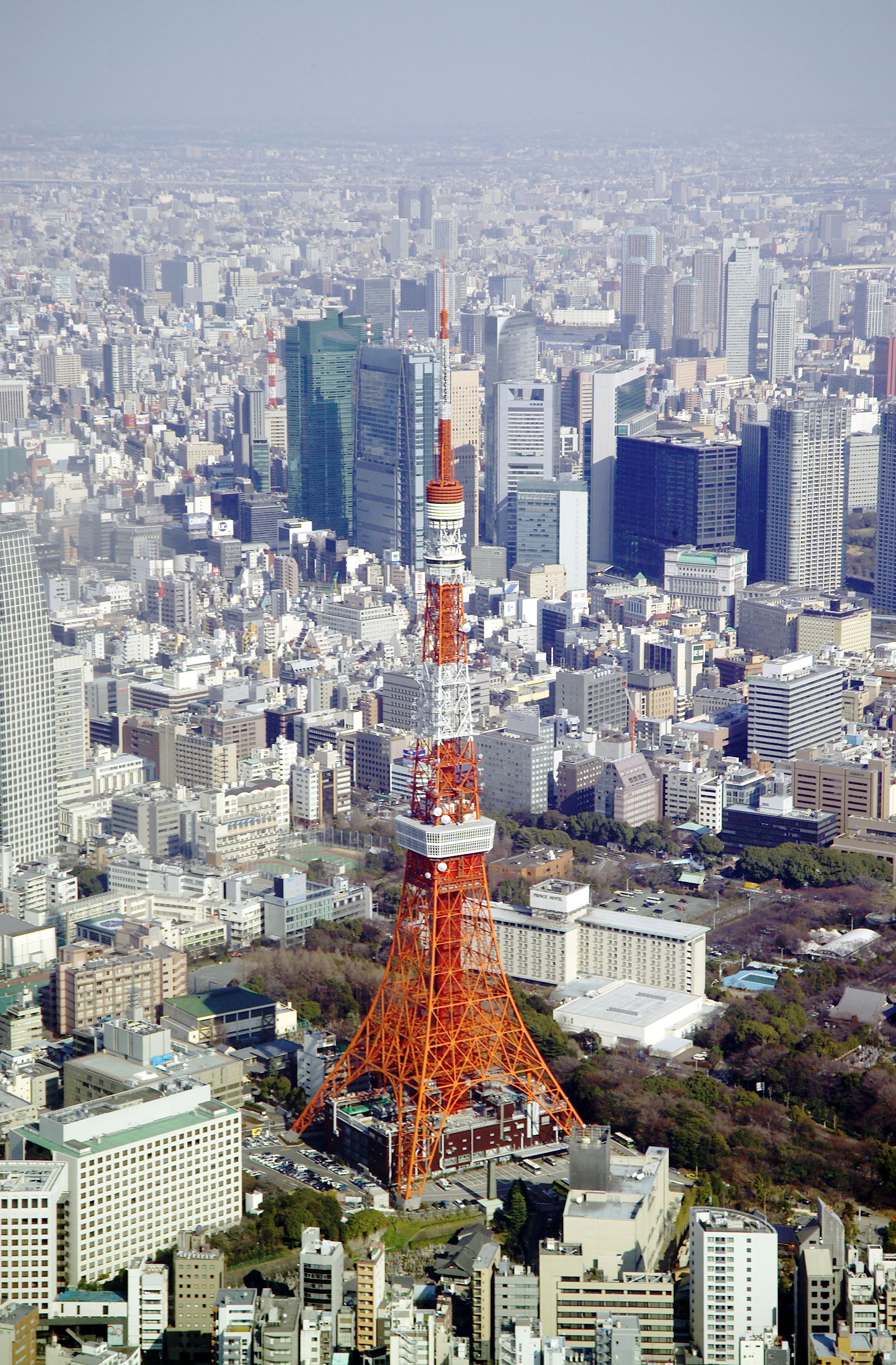
일본 도쿄에 있는 도쿄 타워는 1958년부터 1967년까지 세계에서 가장 높은 탑이었다.
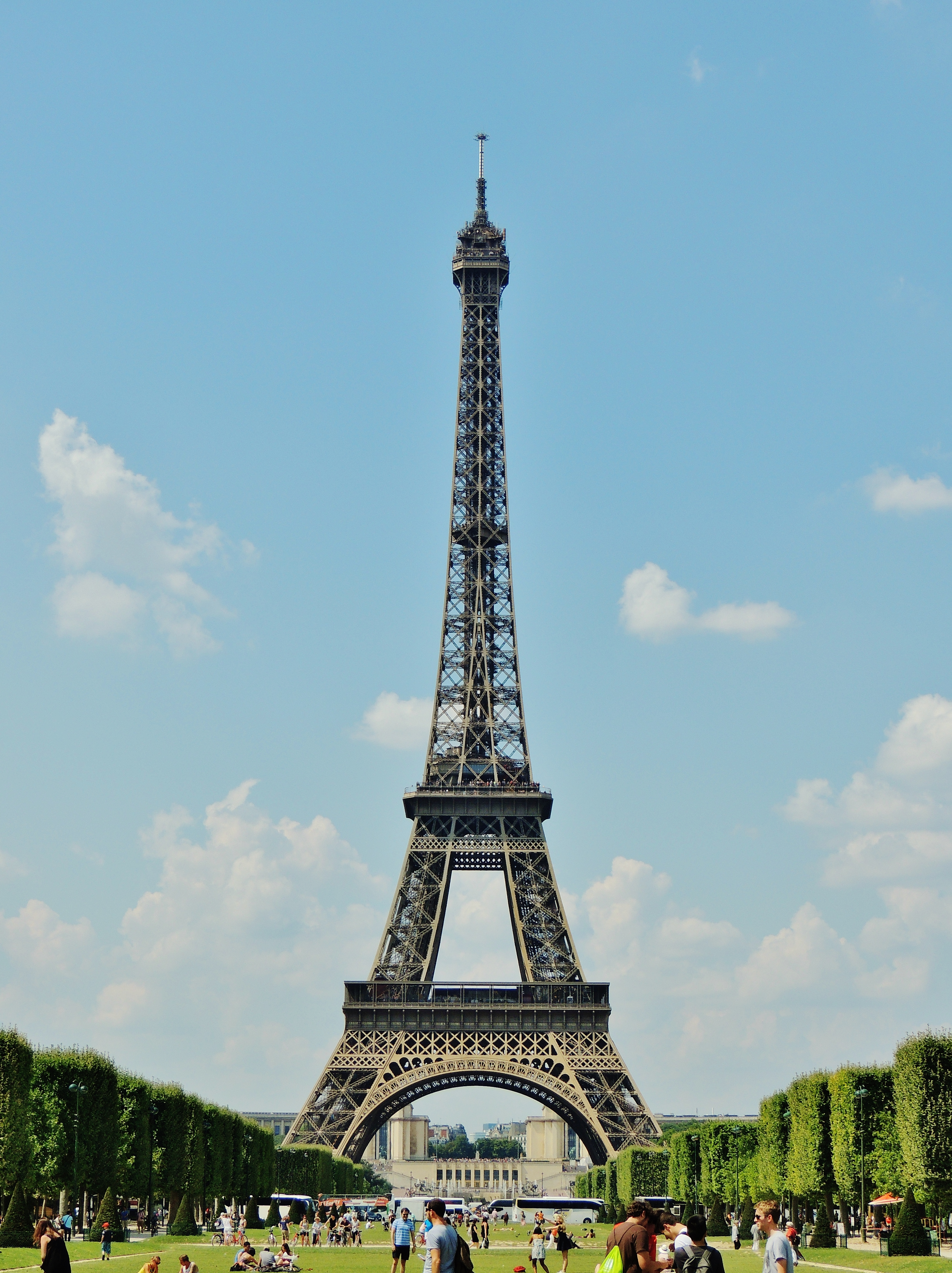
프랑스 파리에 있는 에펠탑은 1889년부터 1958년까지 세계에서 가장 높은 탑이었다.
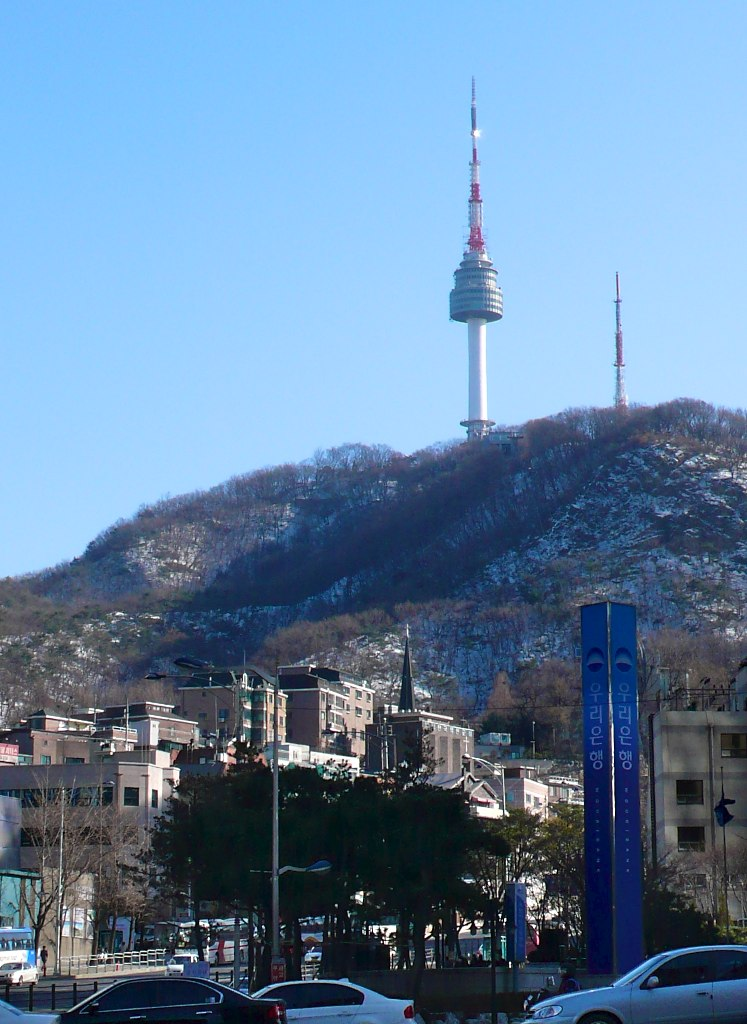
대한민국 서울에 있는 N서울타워는 대한민국에서 가장 높은 탑이다.
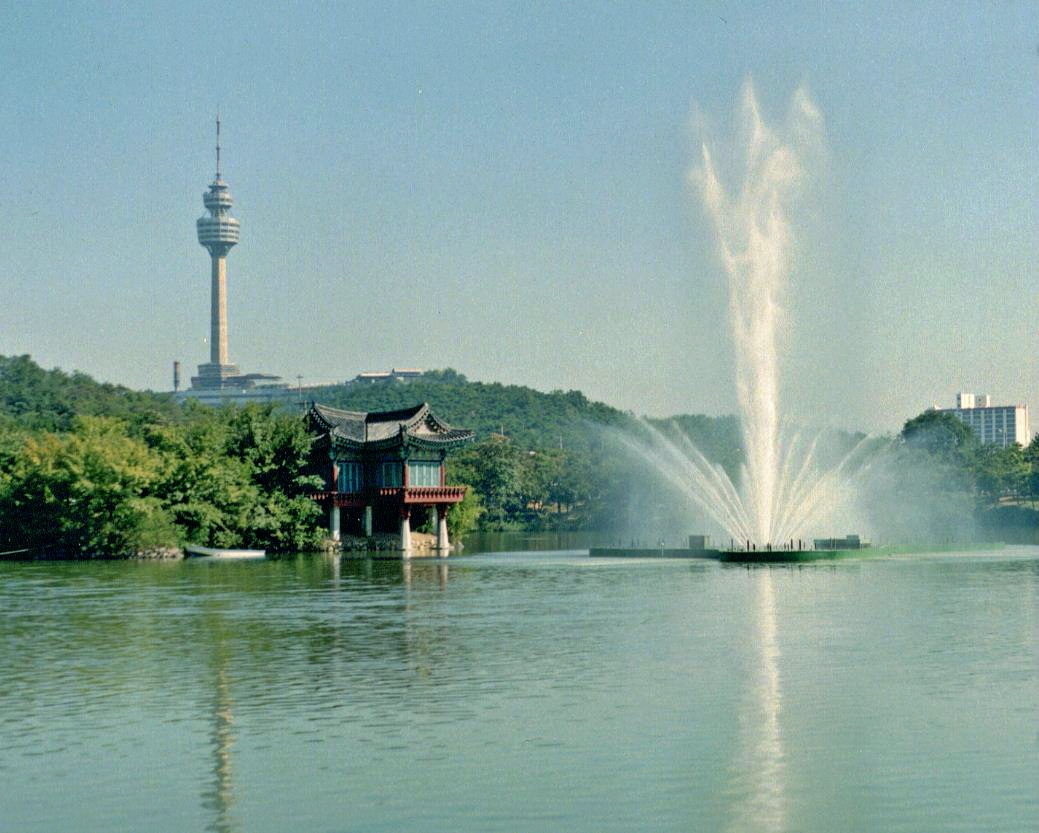
대한민국 대구에 있는 83타워는 대한민국에서 두 번째로 높은 탑이다.

## 한국의 타워 목록
- N서울타워
- 다이아몬드 타워
- 83타워
- 양산타워
- 완도타워
- 창원솔라타워
- 창원관광타워
- 아산그린타워
- 남동타워
- 엑스포타워
- 밀마루 전망대
- 아르피아 타워
- 구리타워
- 중도타워
- 경주타워

## 일본의 타워 목록
- 쓰텐카쿠
- 교토 타워
- 요코하마 마린타워
- 고베 타워
- 고베 포트 타워
- 나고야 TV탑
- 삿포로 TV타워
- 오사카 타워

## 같이 보기
- 독립 구조물 목록
- 교회 건축물 목록